# Geodorum
Geodorum é um género botânico pertencente à família das orquídeas (Orchidaceae).